# West Hill (Devon)
West Hill est un village et une paroisse civile du Devon, situé dans le sud-ouest de l'Angleterre. 